# Намаджи (национальный парк)
Намаджи (англ. Namadgi National Park) — национальный парк, расположенный в юго-западной части Австралийской столичной территории, Австралия. Парк граничит с национальным парком Косцюшко в Новом Южном Уэльсе. Находится в 40 километрах на юго-запад от Канберры и занимает 1 058 квадратных километров, что составляет примерно 46 % Австралийской столичной территории. Основан в 1984 году. 7 ноября 2008 года парк был включен в Список Австралийского национального наследия в числе 11 других национальных парков и заказников региона Австралийские Альпы.
Парк охраняет северную часть Австралийских Альп с их захватывающими гранитными горами. Его ландшафт варьируется от снежных лесов до альпийских лугов. Животный мир также разнообразен, здесь часто встречаются: восточный серый кенгуру, валлаби, вомбаты, ворона-свистун, розеллы и обыкновенный ворон. Площадь водосбора парка обеспечивает примерно 85 % потребления воды в Канберре.
В этой субальпийской области погода колеблется от холодных зимних ночей до теплых летних дней и может изменяться очень быстро. Снег обычно выпадает в зимний период в ранчо Бимбери и Бриндабелла и не является редкостью на большей части остальной территории парка. Самая высокая гора — пик Бимбери (1911 метров), которая одновременно является самой высокой вершиной Австралийской столичной территории.

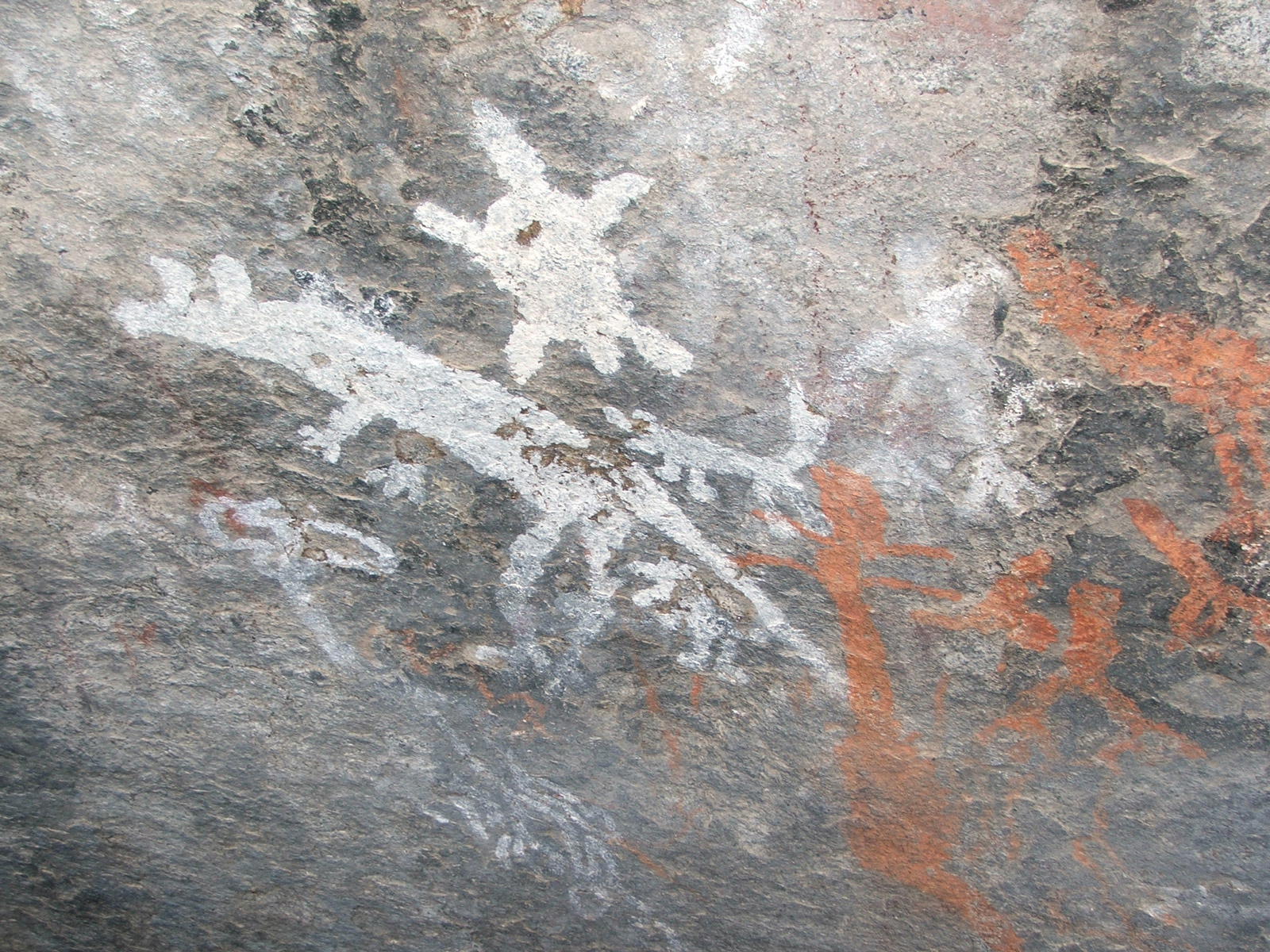
Рисунки Янки Хэт

«Намаджи» — местное аборигенское название гор к юго-западу от Канберры. Аборигены живут в этом районе уже в течение 21 тысячи лет. В парке множество связанных с аборигенами достопримечательностей, включая рисунки «Янки Хэт», сделанные более 800 лет назад. Район имеет большое культурное значение для аборигенов региона Австралийских Альп. В апреле 2001 года представители местных сообществ подписали с правительством Австралийской столичной территории соглашение, признающее их традиционные связи с землями парка и их долг перед предками и потомками быть хранителями региона. Соглашением установлена система совместного управления парком.
Первые европейские поселенцы появились в регионе в 1830-х годах и расчистили долины для ведения сельского хозяйства, однако на горах и хребтах лес сохранился.
Информационный центр располагается в двух километрах к югу от Тарвы на дороге Бобоян — Наас.

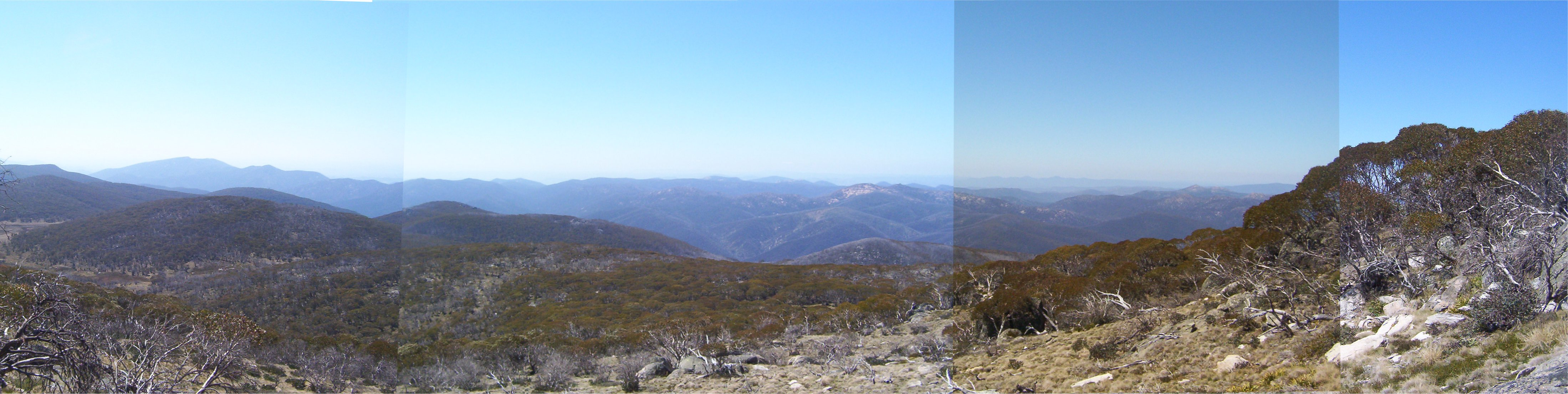
Панорамный вид с вершины горы Джинини, Национальный парк Намаджи